# Poecilasmatidae
Famille
Les Poecilasmatidae sont une famille de crustacés cirripèdes de l'ordre des Pedunculata.

## Liste des genres
Selon World Register of Marine Species (14 mai 2017) :
- genre Dichelaspis Darwin, 1852
- genre Glyptelasma Pilsbry, 1907
- genre Megalasma Hoek, 1883
- genre Octolasmis Gray, 1825
- genre Pagurolepas Stubbings, 1940
- genre Poecilasma Darwin, 1852
- genre Temnaspis Fischer, 1884
- genre Trilasmis Hinds, 1844

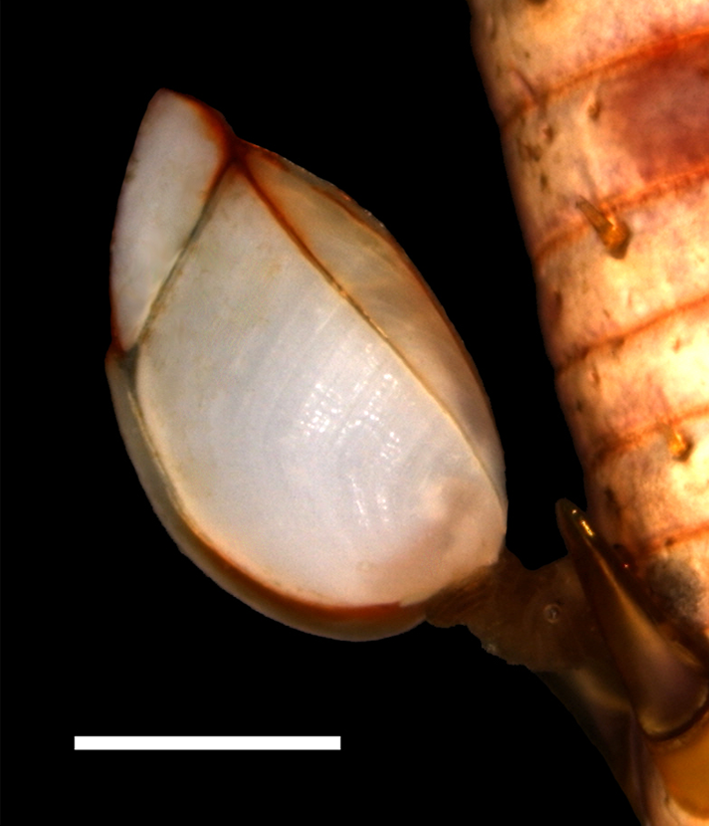
Temnaspis amygdalum.